# Министерство на земеделието на САЩ
| Лого |  | Печат на Министерство на земеделието на САЩ |
| Лого |  | Печат на Министерство на земеделието на САЩ |

Министерството на земеделието на САЩ (United States Department of Agriculture, USDA) е основано на 9 февруари 1889 г. Неговата цел е да развива и прилага аграрната политиката и политиката на фермерството и храните в САЩ.
USDA се стреми да задоволи нуждите на фермерите, да насърчава аграрната търговия и продукция, да осигурява безопасността на храните, да защитава природните ресурси, да подпомага селските общности и да се бори срещу глада.